# Michael Walsh (Fußballspieler)
Michael George Walsh (* 30. Mai 1986 in Liverpool) ist ein englischer Fußballspieler, der momentan für Rhyl FC spielt.

## Karriere
Michael Walsh begann seine Karriere im Jahre 2002 bei Rhyl FC, bis er 2004 zur Jugend von Chester City wechselte. In seinem Jugendverein Rhyl FC war er Kapitän des U-18-Teams. 2005 wurde er in die Profimannschaft von Chester City berufen und gab sein Debüt am 8. Januar 2005 im FA-Cup-Spiel gegen den AFC Bournemouth. Walsh folgte damit den Jugendspielern Robbie Booth, Gavin Lynch und Shaun Whalley, die ebenfalls unter Trainer Ian Rush ihr Profidebüt gaben. Seine Football-League-Debüt folgte eine Woche später, als er gegen Cambridge United eingewechselt wurde. Sein erstes Tor erzielte er beim 2:2-Unentschieden gegen Southend United am 5. März 2005.
Trotz seiner Einsätze im Profiteam wurde Walshs Vertrag am Ende der Saison nicht mehr verlängert. Er absolvierte zunächst ein Probetraining beim FC Wrexham, bevor er kurzfristig zu seinem Jugendverein Rhyl FC zurückkehrte. Ohne ein Spiel bestritten zu haben, wechselte er bereits im September 2005 zu Bangor City. Bei Bangor City spielte er vier Jahre lang regelmäßig, bis er zum zyprischen Verein APOP Kinyras Peyias wechselte.
Im Jahr 2011 kehrte er nach Wales zurück und ging zu Bangor City, ehe er im Januar 2012 zu Aberystwyth Town wechselte.